# Kaiserslautern Hauptbahnhof
Kaiserslautern Hauptbahnhof – główna stacja kolejowa w Kaiserslautern, w kraju związkowym Nadrenia-Palatynat, w Niemczech.